# O Evangelho segundo Teotônio

O Evangelho Segundo Teotônio é um documentário brasileiro lançado em 1984.

## Sinopse
Este documentário traça um perfil do usineiro e político alagoano Teotônio Vilela, da infância até sua morte, vítima de câncer. Conta com depoimentos do próprio Teotônio e de Miguel Arraes, Leonel Brizola, Carlos Castelo Branco, Tancredo Neves e Luiz Inácio Lula da Silva.

## Produção
A produção contou com a participação da Fundação Teotônio Vilela e dos filhos do biografado, Teotônio Vilela e José Aprígio Vilela. Foi premiado com a Margarida de Prata de 1985, concedida pela CNBB.